# Маеста деј Мори (Арецо)
Маеста деј Мори је насеље у Италији у округу Арецо, региону Тоскана.
Према процени из 2011. у насељу је живело 13 становника. Насеље се налази на надморској висини од 275 м.